# Kyslíkové izotopové stádium
Kyslíkové izotopové stádium nebo kyslíkový izotopový stupeň (jiný, spíše novější, název: mořské izotopové stádium, mořský izotopový stupeň; angl. oxygen isotope stage, marine isotope stage; skr. OIS resp. MIS) je jedno z období, která za sebou následují od současnosti až do daleké minulosti, a které jsou definovány na základě změny poměru 18O /16O v organických a anorganických nálezech z daných období. Tato změna má kvazi-cyklický charakter - v chladném období, kdy se zvětšují kontinentální ledovce, poměr stoupá, v teplém období, kdy se kontinentální ledovce zmenšují, poměr klesá.
OIS se používá:
- Na přesné vyjádření střídání skutečných ledových a meziledových dob (na rozdíl od nepřesného a často sporného tradičního dělení např. Na Würm, riss-würm atd. - viz glaciál) a
- Na přibližné časové zařazení nálezů v archeologii a geologii (tj. pokud přesnější datum není známo, tak se místo tradiční formulace, že nález patří - například - do období riss, uvede, že nález patří do období OIS 8).

OIS s lichým číslem značí teplejší období (tj. "technické" meziledové doby) a OIS se sudým číslem značí chladnější období (tj "technické" ledové doby). Některé OIS (nejčastěji OIS 5) se ještě obvykle dále dělí na menší stádia označované písmeny a, b, c atd.
Změny poměru 18O /16O byly na sledování změn zalednění na Zemi poprvé použity v 60. letech 20. století (v 50. letech byly nejprve použity ke sledování změn teploty mořské vody).

## Datování
Tabulka ukazuje příklady alternativních (podobných, ale přece jen odlišných) datování jednotlivých OIS od OIS 1 po OIS 22. Období OIS 22 samozřejmě předcházejí mnohé další OIS s číslem větším než 22 (nejsou uvedeny v tabulce). Znak x znamená "neuvedeno". Hodnoty označené § byly jen vizuálně (s pravítkem) odečtené z grafu. Data v tabulce jsou data počátku období v tisících let před rokem 2000 po Kr. Které ledové doby definováno tradičním způsobem odpovídají jednotlivým OIS je uvedeno v tabulce v článku doba ledová (část čtvrtohor).
| OIS (MIS) | Inqui 2011 | Wood 2011 | Bioclim 2002 | Klein 1999 | Wolpoff 1999 "astronomical date" | Wolpoff 1999 "sea core sedimentation date" |
| --------- | ---------- | --------- | ------------ | ---------- | -------------------------------- | ------------------------------------------ |
| 1         | 14 *       | 14 *      | X            | 11         | 12                               | X                                          |
| 2         | 29         | 29        | X            | 24         | 35                               | 32                                         |
| 3         | 57         | 57        | X            | 57         | 65                               | 64                                         |
| 4         | 71         | 71        | 77           | 71         | 74                               | 75                                         |
| 5a        | 85 §       | X         | 91           | X          | 84                               | X                                          |
| 5b        | 93 §       | X         | 97           | X          | 93                               | X                                          |
| 5c        | 103 §      | X         | 104          | X          | 105                              | X                                          |
| 5d        | 115        | X         | 116          | X          | 122                              | X                                          |
| 5e        | 130        | 130       | 131          | 127        | 129                              | 128                                        |
| 6         | 191        | 191       | X            | 186        | 198                              | 195                                        |
| 7         | 243        | 243       | 250          | 242        | 252                              | 251                                        |
| 8         | X          | 300       | 300          | 301        | 302                              | 297                                        |
| 9         | X          | 337       | X            | 334        | 339                              | 347                                        |
| 10        | X          | 374       | X            | 364        | 362                              | 367                                        |
| 11        | X          | 424       | X            | 427        | 423                              | 440                                        |
| 12        | X          | 478       | X            | 474        | 478                              | 472                                        |
| 13        | X          | 533       | X            | 528        | 512                              | 502                                        |
| 14        | X          | 563       | X            | 568        | 565                              | 542                                        |
| 15        | X          | 621       | 650          | 621        | 620                              | 592                                        |
| 16        | X          | 676       | 700          | 659        | 659                              | 627                                        |
| 17        | X          | 712       | X            | 712        | 689                              | 647                                        |
| 18        | X          | 761       | X            | 760        | 726                              | 780                                        |
| 19        | X          | 790       | X            | 787        | X                                | 818                                        |
| 20        | X          | 817       | X            | 806        | X                                | 837                                        |
| 21        | X          | 866       | X            | 865        | X                                | 883                                        |
| 22        | X          | X         | X            | (?) 900    | X                                | 897                                        |

(*) Toto datum (vědomě) není shodné s datem počátku holocénu, který je 11 650 BP.